# Лисківці
Лискі́вці — село в Україні, у Кам'янець-Подільському районі Хмельницької області. Входить до складу Староушицької селищної громади.

## Географія
Село Лисківці знаходиться на рівнині, оточеній з трьох боків великими ярами — Грушецьким, Кривчанським та Раколупським, за 38 кілометрів автошляхами від міста Кам'янець-Подільський. Біля Лисківці протікає річка Жван.

### Клімат
Клімат здоровий, ґрунт глинистий. Лисківці знаходяться в межах вологого континентального клімату із теплим літом, у так званому «теплому Поділлі», тут весна настає на 2 тижні раніше.

## Історія
Лисківці колись належали до королівських маєтків та у ХVІІІ столітті були подаровані королем Августом ІІІ разом з Бахтинським старостівством вигнаному валахському господареві Рудольфу Кантакузяну.
У ХІХ столітті село відносилось до Ушицького повіту. Також до Лисківців приписане село Кривчани, розташоване в яру біля річки Жван. Тоді у Лисківцях було прихожан 259 чоловіків та 233 жінки, а в Кривчанах 365 чоловіків і 356 жінок. Всі вони селяни-хлібороби. У Лисківцях кам'яний храм на честь Успіння Божої Матері збудований 1891 році замість старої церкви, яка була споруджена 1725 році і богослужіння в якій відбувалося до 10 серпня 1889 року, коли церква із-за старості була закрита. В Кривчанах дерев'яний храм на честь Іоана Богослова збудований 1895 року взамін старої церкви, яка була зведена 1715 році та знижена пожежею. Церковної землі в Лисківцях: садиба — 2 дес., орної — 45 дес., сінокіс — 16 дес. 1093 саж.; в Кривчанах орної — 14 дес., сінокіс — 9 дес. У Лисківцях існувала церковно-приходська школа, відкрита 1885 року, яка розміщається у власній будівлі. У Кривчанах школа грамоти відкрита 1885 року і поміщається з 1897 року у власній будівлі. Так описував село історик і культурно-громадський діяч Поділля — Юхим Сіцінський.
Внаслідок поразки Перших визвольних змагань на початку XX століття, село надовго окуповане російсько-більшовицькими загарбниками.
Радянська окупація принесла колективізацію та розкуркулення, мешканці села зазнали репресій. Багатьох частинах Поділля відбувались масові селянські повстання, проти радянської влади.
В 1932–1933 селяни села пережили голодомор.
З 1991 року в складі незалежної України.
7 вересня 2017 року шляхом об'єднання сільських рад село увійшло до складу Староушицької селищної громади.
Колишній орган місцевого самоуправління — Чабанівська сільська рада.

## Населення
Населення становить 278 осіб.

### Мова
У селі поширені західноподільська говірка та південноподільська говірка, що відносяться до подільського говору, який належить до південно-західного наріччя.

## Охорона природи
Село лежить у межах національного природного парку «Подільські Товтри».

## Галерея

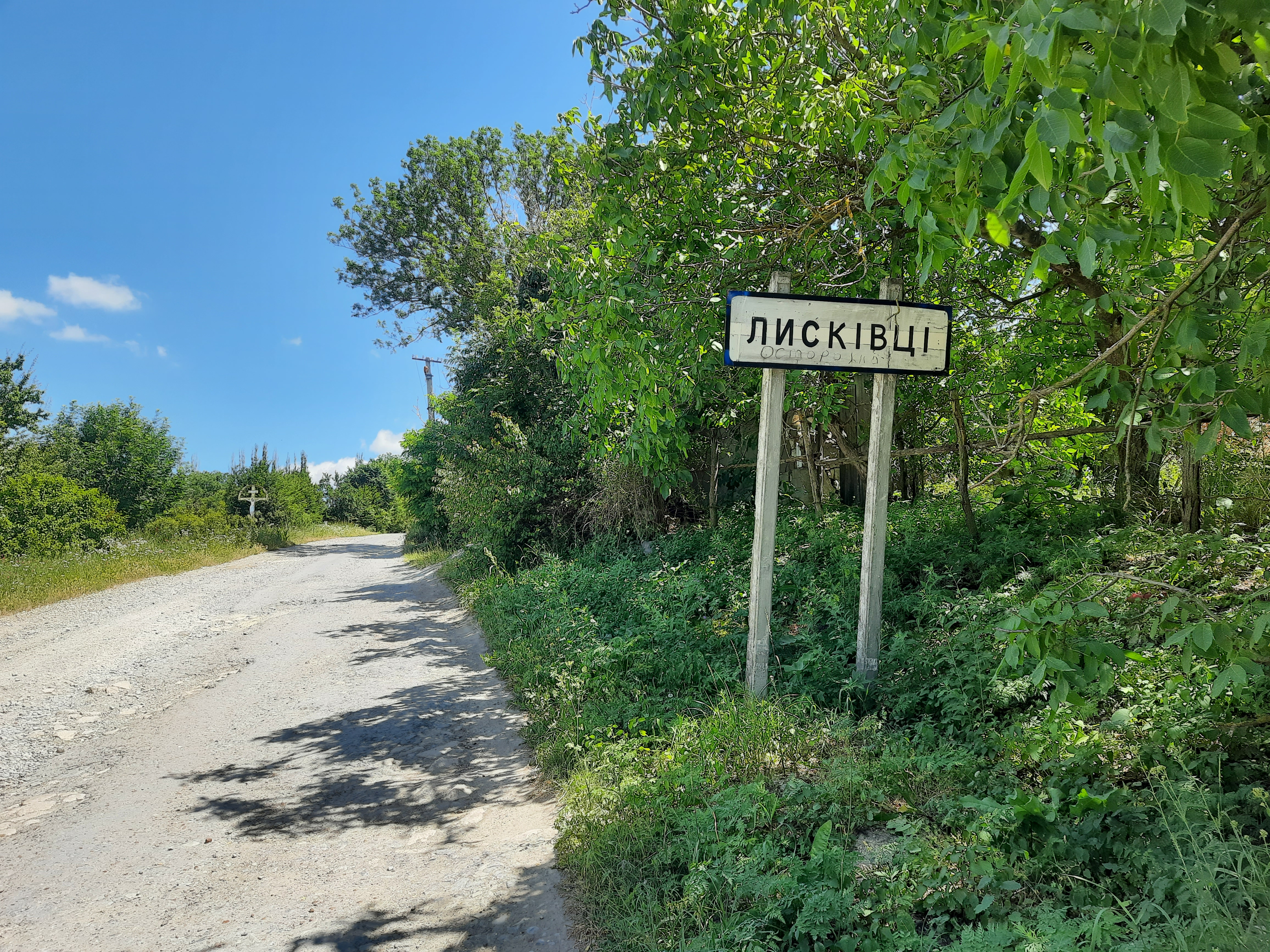
Дорожній знак при в'їзді в село
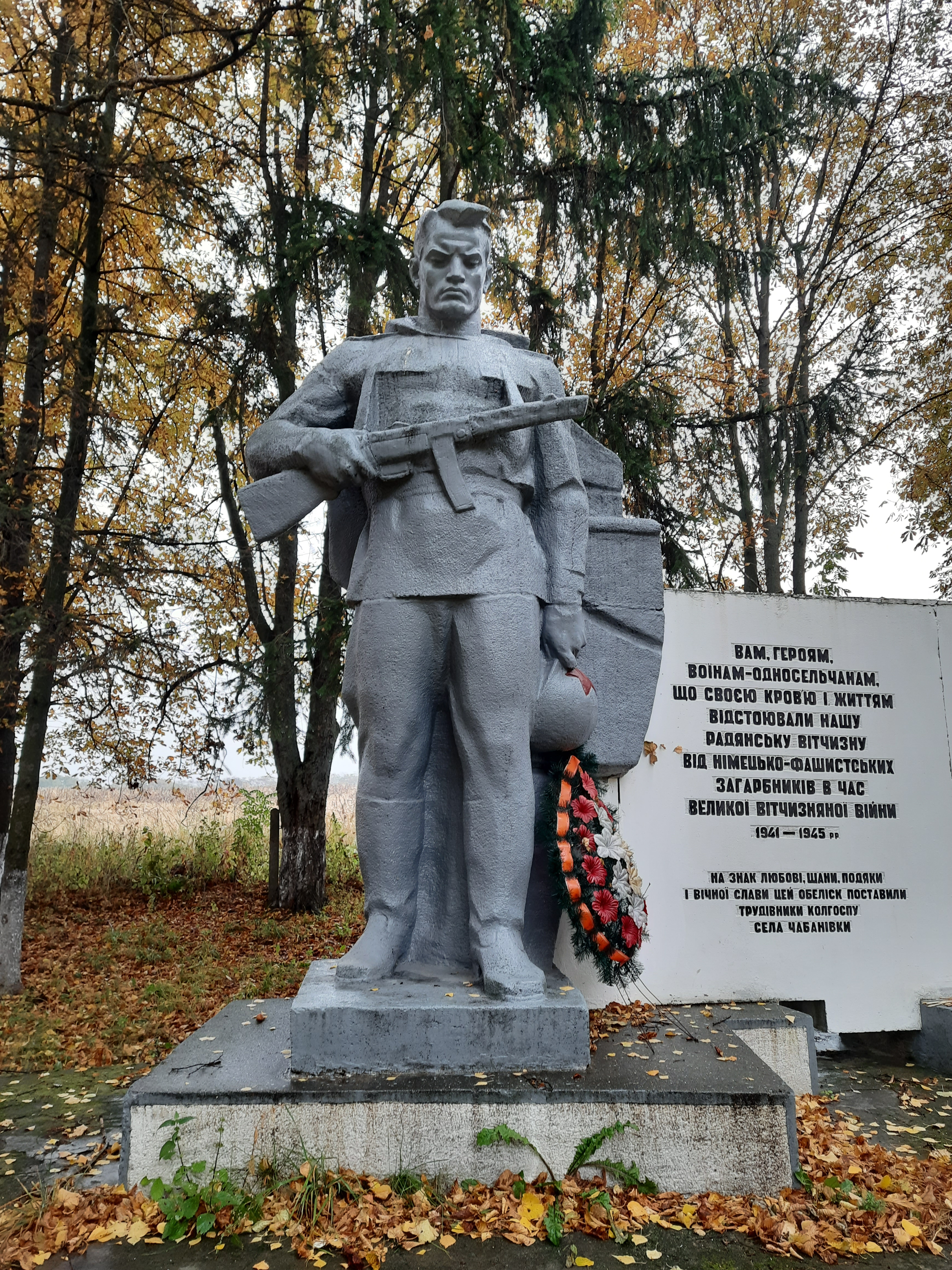
Пам'ятний знак на честь воїнів-односельчан
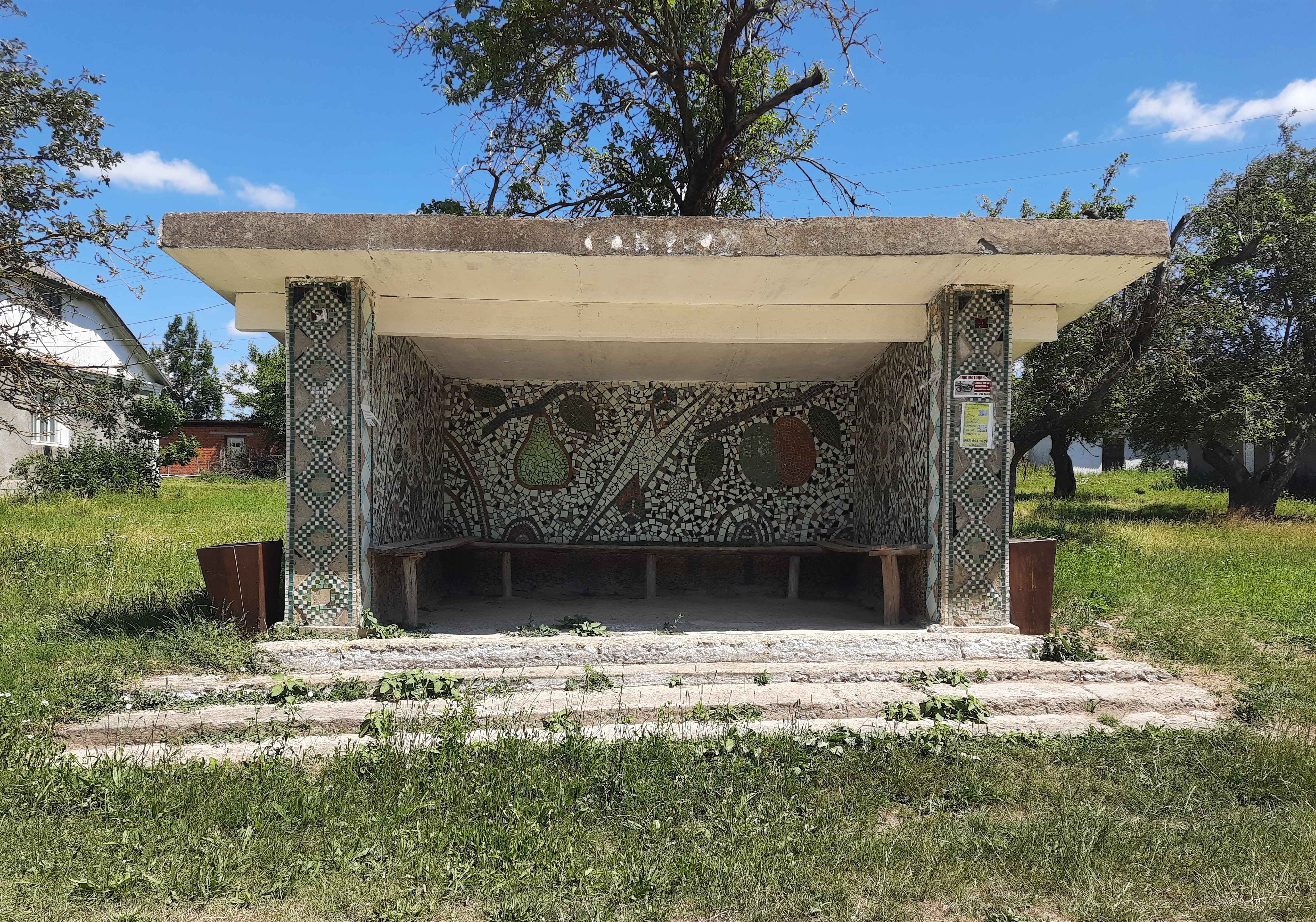
Автобусна зупинка